# Paper launch
Le paper launch est une pratique marketing qui consiste à présenter un produit largement avant sa date de disponibilité réelle (sans le signaler explicitement) afin d'occuper le terrain pendant cette période.
Ce type d'abus est fréquent dans les domaines où les comparatifs de performance ou de fonctionnalités sont cruciaux pour les décideurs ou acheteurs, et où un retard de quelques semaines vis-à-vis des concurrents sur une technologie est donc dommageable.
Le paper-launch consiste alors, pour l'entreprise qui l'émet, à faire tester une pré-version de son produit présentée comme quasi disponible alors qu'elle ne le sera pas avant un moment.
Ce type d'annonce de mauvaise foi se généralise[citation nécessaire] sur le terrain du matériel informatique, et ne reflète pas pour l'utilisateur la capacité réelle des compétiteurs à offrir des produits innovants dans les temps.
Les exemples les plus fréquents :
- domaine des cartes graphiques
- domaine des processeurs
- domaine des disques durs

## Quelques exemples
Pour les disques durs :
- Hitachi a annoncé son T7K500 environ 5 mois avant sa disponibilité en boutique
- Seagate a annoncé sa série 7200.8 environ 6 mois avant sa disponibilité en boutique
- Samsung a annoncé son SpinPoint F1 en juin 2007, sa disponibilité effective est supposée pour octobre 2007

Pour les processeurs :
- Le Pentium 4 Extreme Edition n'a été disponible qu'environ 2 mois après son annonce

Pour les chipsets :
- NVidia a annoncé son nForce2 environ 7 mois avant la disponibilité effective de carte mère équipées
- NVidia a annoncé son nForce4 SLI en imposant par la suite un NDA (accord de non divulgation) aux constructeurs concernant la date de sortie de leurs produits l'intégrant

## Référence
- (en) Cet article est partiellement ou en totalité issu de l’article de Wikipédia en anglais intitulé « Paper launch » (voir la liste des auteurs).